# A女E女
『A女E女』（エーおんなイーおんな）は、1997年10月18日から1998年3月28日までフジテレビ系列局で放送されたバラエティ番組（お色気番組）。全21回。

## 概要
同時間帯にテレビ東京で放送されていた『ギルガメッシュないと』に対抗すべくスタートした深夜番組で「日本一のお下劣バラエティー」を謳っていた。松岡圭祐（当時：タレント催眠術師）に催眠術をかけられたAV女優や売れないモデルたち（第1回放送では若かりし頃の釈由美子や桜庭あつこも出演）に、「ドンドコドンドコ」、「ポクポク」といった太鼓や木魚などの音を聞かせて悶える様子を巧みなカメラワークで放送していた。煽り役は若手芸人「無名ズ」が務めていた。また、「無名ズ」の一組であった360°モンキーズは、当時僅か芸歴6ヶ月でテレビのレギュラー番組を獲得しており、テレビ初出演がレギュラー番組という形になった。となり初期は悶えながらのレース形式であり、1位の女性は賞品という設定になっていた。開始当初は生放送もしくは放送時刻数時間前から収録の「疑似生放送」形式だったが、上記理由で生放送が不可能となり、2クール目の「番組存続国民投票（テレゴング編）」の次の回から収録・ロケーション番組へ移行した。

## 視聴率
前番組『daiba：ba』の後を継いでスタートした本番組は、初回放送から前番組のほぼ倍に当たる4.9%を叩き出した。同年12月6日の放送では、ライバル番組『ギルガメッシュないと』の平均視聴率5.8%に対し、6.0%と逆転。男女・世代別視聴率ではF1層（18～34歳）の女性視聴者が多く、ギルガメッシュNIGHTの0.8%に対して1.6%と倍の数字を稼いだ。男性層よりも女性視聴者が多かった理由として、当時放送されていた『黄金ボキャブラ天国』から飛び出したキャブラーといわれる若手お笑い芸人が人気で若い女性ファンも多く、当番組にも『無名ズ』と呼ばれた若手芸人4組が出演しているので女性の関心を引いたのかもしれないとされている。

## クレーム
回によっては女性の陰毛が見えたり、女性が雰囲気に流されてオナニーをし始めたりと、公共の電波に流すには過激すぎる内容が含まれており、俗悪番組とのレッテルを貼られる結果を招いた。放送開始から3ヶ月後には視聴者から新企画を募集する遊び心も見られたが、1月からは若手芸人のスキーツアーの様子を放送するなどリニューアルを余儀なくされた。

## 出演者
出演者
- 松岡圭祐
- まったく無名～ズ、無名ズ
  - ビビる
  - ジェット★キッズ
  - 360°モンキーズ - テレビ初出演。
  - アクシャン
- 小野今日子
- 星真奈美
- 生城山ゆかり
- ikuko
- 吉村彩 - 2ポ眼鏡(ツーポイントメガネ)を着用した「メガネっ子」の一面もあった。
- 浅野恵里世
- 鈴木和香奈
- 西田ももこ
- 佐々木ユメカ
- 木田有香
- 白井ゆかり
- 近藤礼見 - ｢自ら応募してきたデパートガール」と紹介された。
- にっき
- 桃井マキ
- 椎名みお
- 青山いずみ

など
ゲスト出演者
- ダチョウ倶楽部
- ミッキー安川
- ウガンダ・トラ
- 電撃ネットワーク

など
VTR出演者
「番組存続国民投票編」では堀井憲一郎、中山秀征、内山信二、上島竜兵、松村邦洋、『進め!電波少年』の〆谷浩斗ディレクターらがVTR出演し、A女E女の番組継続についてそれぞれ賛成・反対の立場からコメントを語った。
司会
フジテレビの超堅物アナウンサー・牧原俊幸（通称：マッキー）がこの自称「最低お下劣バラエティ」の司会を担当。
時にはランニングにパンツだけという放送禁止スレスレの姿で登場するなどした。

## スタッフ
- 構成：大田一水、福原太、石田孝文（石田孝風味と表記）
- 美術制作：須藤康弘（フジテレビ）
- デザイン：野口陽介
- 美術進行：内山高太郎
- 大道具：福本知弘
- 装飾：田村健治
- 衣裳：神波憲人
- メイク：田川達郎
- 電飾：田中信太郎
- アクリル装飾：林田康弘
- 生花装飾：荒川直史
- タイトル：岩崎光明
- 電子タイトル：白石浩一
- 技術プロデューサー：長滝淳子
- ＴＤ・ＳＷ：高田治
- カメラ：遠山康之
- ＶＥ：高橋正直
- 音声：松本政利
- 照明：北澤正樹
- 音響効果：古屋ノブマサ（4-Legs）
- ＭＡ：郡司佐茂亜（4-Legs）
- 編集：宮田憲司（IMAGICA）
- タイムキーパー：石井成子
- 技術協力：ニユーテレス、FLT
- 広報：中島良明（フジテレビ）
- ディレクター：落合仁（BEE BRAIN）、城間康男・亀高美智子（2人共フジテレビ）
- プロデューサー：水口昌彦（フジテレビ）、西敏也・高橋郁男（2人共BEE BRAIN）
- 制作協力：BEE BRAIN
- 制作：フジテレビ第二制作部（現:フジテレビバラエティ制作部）
- 制作著作：フジテレビ

## 催眠術
ここでいう催眠術とは、ライターの火を見せながら「あなたは音を聞くと感じ出す」などと暗示するものである。
ヤラセとの疑惑もあったが、実は放送（収録）2時間前から予備催眠を行うなど手の込んだ仕掛けが施されていたという。出演女性が悶える音としては、太鼓の音や木魚の音に加え、包丁片手に金太郎飴を切る音や、名人の南京玉簾や軽快なタップダンスの音、道路工事の機械音、空き缶ポックリの音、上島竜兵が鳴らす子供のおもちゃ銃の音、縦笛を吹く音、将棋の駒を指す音、ウガンダ・トラが鳴らすドラムの音、シンバルを持った猿のおもちゃ（シンバル・モンキー）の音、大工さんが犬小屋を立てる音、着ぐるみバンドの演奏音（動物の着ぐるみを着たバンドメンバーが「おもちゃのチャチャチャ」を演奏）、サッカーのサポーターの声援などがあった。
毎回の番組内容としては音を立てて女性をただ悶えさせる「美人は○○でイッていた」に始まり、「お葬式」、「Jサッカー応援企画」、「反省会」、「忠臣蔵」、「視聴者参加大木魚パーティー!」「番組存続国民投票」、「木魚杯ケース競馬」、「A朝E朝体操」、「催眠ボウリング」、「冬季おりんぴっく」等があったが、他にも「松岡圭祐再婚企画」、「おりんに聞きました」、「全く無名ズ売り出し企画」など、全く意味不明な内容もあった。

## エピソード
- 1998年3月28日放送の最終回では、「まったく無名ズ」の4組（ビビる、アクシャン、ジェット★キッズ、360°モンキーズ）によるコント対決が行われ、優勝したコンビは水口昌彦プロデューサー（目線入り顔写真で登場）が今後面倒を見るという予定だったが、優勝した360°モンキーズに剣道の選手が現れて「面!」「胴!」と駄洒落を決めただけだった（実際に360°モンキーズが面倒を見てもらえたかは不明だが、その後『ボキャブラ天国』などに出演するようになる）。
- 松岡は「TVで催眠術なんて馬鹿らしい」、「とことん馬鹿をやって、この手の番組を鼻で笑えるようにしたい」（いずれも『TV LIFE』インタビュー）と当時からコメントしており、決して真面目に受け取られるものにしようとしていたわけではなかったことが判っている（実はこの番組に先立って、日本テレビの『EXテレビ』にて同様の企画があり、同氏が参加していた）。
- 2011年10月29日（28日深夜）にこの番組のタイトルに触発された「AカイシャEカイシャ」という会社紹介番組が同局で放映された。番組内容はこの番組とは全く関係無いものの、MCにはビビる大木と牧原が出演した。この番組の存在についても若干触れられ、インターネットで検索を試すよう若干のコメントとポータルサイトへの検索窓字幕イメージが表示された[5]。
- 2014年3月31日放映の「森田一義アワー 笑っていいとも!」の最終回では、テレフォンショッキングのゲストとして登場したビートたけしが「表彰状」と称してブラックジョークを連発した。それ自体はこの番組とは全く関係が無いが、締めで「『A女E女』復活を望む会 会長・イジリー北野」と名乗った[6]。